# Харкорт, Эдвард Вернон
Эдвард Вернон Харкорт (26 июня 1825 — 19 декабря 1891) — английский натуралист и политик-консерватор.

## Биография
Сын учёного Уильяма Вернона Харкорта, внук Архиепископа Йоркского Эдварда Харкорта. Образование получил в Крайст-черч. Служил мировым судьей. Занимал почётные военные должности, в течение пятнадцати лет был президентом Национальной Артиллерийской Ассоциации.
Стал автором Sketch of Madeira (1851) и Sporting in Algeria (1859).
В 1871 году унаследовал Нунхам-хаус и Парк и в 1872—1874 годах организовал постройку там церкви.
В 1878—1886 был членом Парламента.

## Семья
Состоял в браке с леди Сьюзан Хэрриет Холройд с 1849 года. Брат политика Уильяма Вернона Харкорта.